# Salve, oh patria
¡Salve, oh patria! es el Himno Nacional de la República del Ecuador. Consta de seis estrofas y un coro, de las cuales únicamente se cantan la segunda estrofa y el coro. Su letra fue escrita por Juan León Mera y su música fue compuesta por el compositor francés Antonio Neumane, quien se inspiró en la del Himno a Pío IX de Gaetano Magazzari. El himno tuvo algunos proyectos de reforma hasta alcanzar su fijación definitiva e intangibilidad en 1948. Fue oficialmente estrenado el 10 de agosto de 1870 durante la segunda presidencia de Gabriel García Moreno. 
Es la composición musical patriótica que representa al país y que, junto con la bandera y el escudo tiene la categoría de símbolo patrio. La versión completa está considerado como el himno más ofensivo del mundo hacia otro país, atacando en el caso ecuatoriano a España en prácticamente todas las estrofas. Por ello, se ha planteado en diferentes momentos de la historia modificar la letra, dadas las buenas relaciones que existen entre ambos países.

## Autores

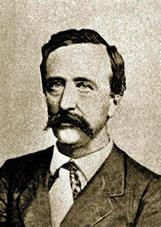
Antonio Neumane Marno, compositor de la música del Himno Nacional del Ecuador.

El poeta ambateño Juan León Mera Martínez (nacido el 28 de junio de 1832) escribió la letra del Himno Nacional del Ecuador. Luego le envió al francés Antonio Neumane Marno (nacido el 13 de junio de 1819
) para que le añadiera
música. La interpretación más conocida del Himno Nacional del Ecuador fue grabada por el Coro ciudad de Quito

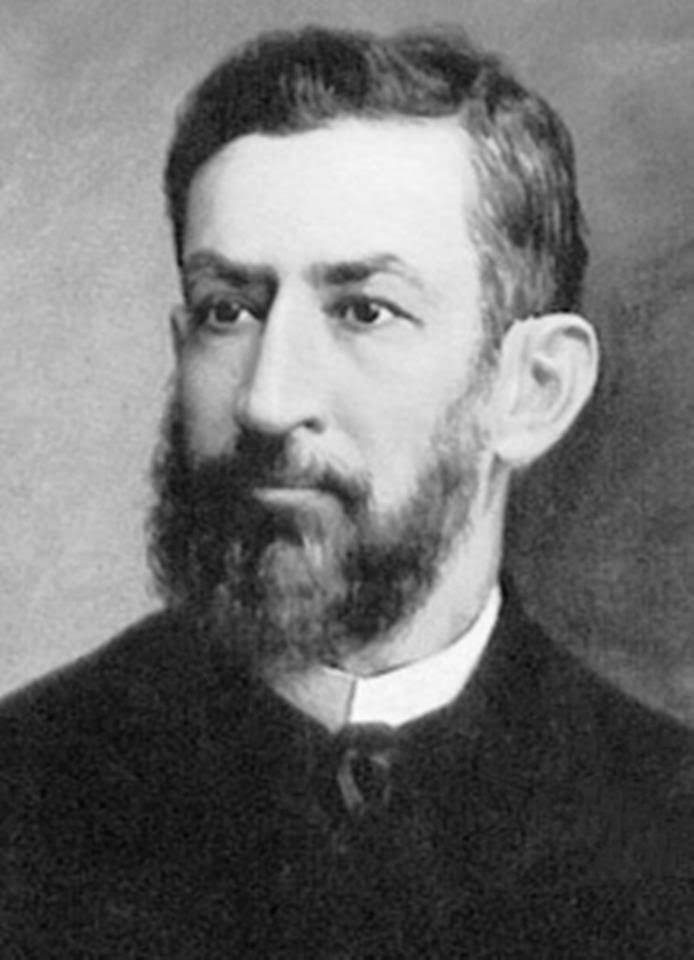
Juan León Mera Martínez, autor de la letra del Himno Nacional del Ecuador.

## Historia
En los inicios de la República, entre 1830 y 1832, el bardo guayaquileño José Joaquín de Olmedo escribió una Canción Nacional (con un coro y cuatro estrofas) en homenaje al naciente Estado ecuatoriano. Esta creación, sugerida por el primer presidente del Ecuador, el general Juan José Flores, no fue musicalizada ni tampoco logró difusión. Un himno con título de Canción Ecuatoriana (seis estrofas) se publicó en la Gaceta del Gobierno del Ecuador n.º 125 del 28 de diciembre de 1833. El trabajo señala 1830 como el año de su creación, pero es de autor anónimo y no fue oficializada. En 1838, una Canción Nacional (con coro y cinco estrofas) aparece incluida en el folleto Poesías del General Flores en su retiro de La Elvira, que publicó la Imprenta del Gobierno. En edición posterior presenta cambios en su tercera estrofa. Para los historiadores, es la segunda Canción Nacional que se conoce. No obstante, fue durante el Gobierno de Gabriel García Moreno que se concretó el proyecto de adoptar un himno nacional. En 1860, García Moreno había restablecido como bandera nacional al tricolor de la Gran Colombia, tras derrotar a los secesionistas de Guayaquil, comandados por Guillermo Franco, y abolir la bandera bicolor que habían impuesto en 1845. García Moreno usó también como armas de la República al escudo que ya estaba vigente desde 1845, pero le agregó la bandera tricolor, que es como actualmente se representa. En ese marco que, en 1865, el músico argentino Juan José Allende, que colaboraba con el Ejército del Ecuador, presenta al Congreso Nacional un proyecto de musicalización de la letra de Olmedo de 1830, pero no tuvo la suficiente acogida.
En noviembre de 1865, por expreso pedido del presidente del Senado, Nicolás Espinosa, el poeta ambateño Juan León Mera Martínez, para entonces secretario de dicha función del Estado, escribe y entrega la letra del Himno Nacional, que luego de ser conocida por los congresistas es enviada a Guayaquil para que el maestro francés Antonio Neumane le ponga música. El 16 de enero de 1866 se publica la versión completa de la letra de Juan León Mera en el semanario quiteño El Sud Americano.

## Adopción
Sin embargo, hubo de esperar hasta 1870 para el estreno del Himno Nacional del Ecuador, en la Plaza de la Independencia de Quito, el 10 de agosto. La ejecución estuvo a cargo de la banda del Batallón n.º 2 y la Compañía Lírica de Pablo Ferreti, dirigidos por Antonio Neumane. La tonalidad era Si bemol mayor (con partitura para tenor solista).
La introducción actual de 16 compases, fue compuesta por Domingo Brescia y Enrique Marconi en 1901. El Himno Nacional del Ecuador actualmente se lo ejecuta en la tonalidad de Mi Mayor.
Pero la letra del Himno no fue del agrado de todos. Algunos sectores protestaron por el tono antiespañol de la letra, concebida para homenajear a los próceres del Diez de agosto de 1809 y condenar el ataque de la flota española contra las naciones del Pacífico en 1865. En 1888, Juan León Mera responde a las insistencias de cambiar la letra del Himno Nacional diciendo:
"No cambiaré la letra del himno nacional porque no es letra de cambio".

## Juan León Mera
Las críticas al Himno se mantuvieron hasta 1913, cuando el escritor y diplomático guayaquileño Víctor Manuel Rendón Pérez, propone un nuevo himno con letra adaptada a la música de Antonio Neumane pero finalmente el Legislativo rechaza la propuesta.
El Dr. José Miguel García Moreno, ministro de Educación del gobierno de Carlos Julio Arosemena Tola, comisiona en 1947 al religioso jesuita Aurelio Espinosa Pólit y a Juan León Mera Iturralde, hijo del bardo tungurahuense, para que estudien y cotejen las versiones que se conocían.
El debate, sin embargo, concluyó en 1948, cuando el Congreso declaró intangible al Himno en letra y música. Hoy en día por esta razón generalmente solo se canta las segundas estrofas y los coros.

## Oficialización del Himno Nacional actual
Luego de un detenido estudio finalmente los comisionados recomiendan la expedición de un decreto que declare intangible al Himno Nacional del Ecuador con la letra de Juan León Mera Martínez.
El Congreso Nacional del Ecuador declaró Himno Oficial e intangible a los versos del autor ambateño, con fecha 29 de septiembre de 1948. El Ejecutivo sancionó el decreto legislativo el 8 de noviembre y en el Registro Oficial n.º 68 del 23 de noviembre se publicó dicha letra. Era presidente de la República Galo Plaza Lasso. El Día del Himno Nacional en ese entonces fue el 8 de noviembre.
Al cumplirse, en 1965, el primer centenario de la letra del Himno Nacional, la Junta Militar de Gobierno que regía el país procede a declarar el 26 de noviembre de cada año como Día del Himno Nacional del Ecuador. El decreto se expidió el 24 de noviembre.
La dictadura del Consejo Supremo de Gobierno, por decreto del 11 de marzo de 1977, dispone la supresión de ciertas repeticiones en el Himno Nacional al objeto de hacerlo menos extenso.
El 15 de marzo de 2001 el Congreso Nacional declaró la oficialidad e intangibilidad de la letra y música del Himno, con la tonalidad en mi mayor en la introducción, el coro, la estrofa y el coro. El 21 de marzo del mismo año, se presentó una nueva versión oficial, compuesto por Álvaro Manzano.

## Inclusión del Himno Nacional en la lista de patrimonios inmateriales del Ecuador
Mediante resolución administrativa n.º 18 del 5 de agosto de 2008, el Instituto Nacional de Patrimonio Cultural reconoció al Himno Nacional del Ecuador como valor de la ecuatorianidad y lo incluyó en la lista de patrimonios inmateriales.

## Traducción
Dentro de la constitución ecuatoriana, se reconoce como lengua oficial de relación intercultural al idioma kichwa. El Himno Nacional tiene una versión en esta lengua, gracias a la traducción realizada por Pedro Bahua Huacho, proveniente de Colta, de la provincia de Chimborazo, que fue culminada en el año de 1967. Desde ese entonces, este texto ha sufrido cambios por parte de indígenas quichua, aunque la idea principal se mantiene.

## Letra oficial de Salve, oh patria
Himno Nacional de la República del Ecuador

| Letra: Juan León Mera Música: Antonio Neumane CORO Salve, oh Patria, ¡mil veces! oh Patria. ¡Gloria a ti! ¡Gloria a ti! Ya en tu pecho, tu pecho rebosa, gozo y paz, ya en tu pecho rebosa, y tu frente, tu frente radiosa más que el sol contemplamos lucir. y tu frente, tu frente radiosa más que el sol contemplamos lucir. ESTROFAS I Indignados tus hijos del yugo que te impuso la ibérica audacia, de la injusta y horrenda desgracia que pesaba fatal sobre ti, santa voz a los cielos alzaron, voz de noble y sin par juramento, de vengarte del monstruo sangriento, de romper ese yugo servil. II Los primeros los hijos del suelo que el soberbio Pichincha decora, te aclamaron por siempre señora, y vertieron su sangre por ti. Dios miró y aceptó el holocausto, y esa sangre fue el germen fecundo de otros héroes que, atónito, el mundo vio en tu torno a millares surgir. III De estos héroes al brazo del hierro nada tuvo invencible la tierra, y del valle a la altísima sierra se escuchaba el fragor de la lid. Tras la lid, la victoria volaba, libertad tras el triunfo venía, y al león destrozado se oía de impotencia y despecho rugir. | IV Cedió al fin la fiereza española, y hoy, oh Patria, tu libre existencia es la noble y magnífica herencia que nos dio el heroísmo feliz. De las manos paternas la hubimos, nadie intente arrancárnosla ahora, ni nuestra ira excitar vengadora quiera, necio o audaz, contra sí. V Nadie, oh Patria, lo intente. Las sombras de tus héroes gloriosos nos miran, y el valor y el orgullo que inspiran son augurios de triunfos por ti. Venga el hierro y el plomo fulmíneo, que a la idea de guerra y venganza se despierta la heroica pujanza que hizo al fiero español sucumbir. VI Y si nuevas cadenas prepara la injusticia de bárbara suerte, ¡gran Pichincha! prevén tú la muerte de la Patria y sus hijos al fin Hunde al punto en tus hondas entrañas cuanto existe en tu tierra, el tirano huelle solo cenizas y en vano busque rastro de ser junto a ti. |

## Análisis de la letra

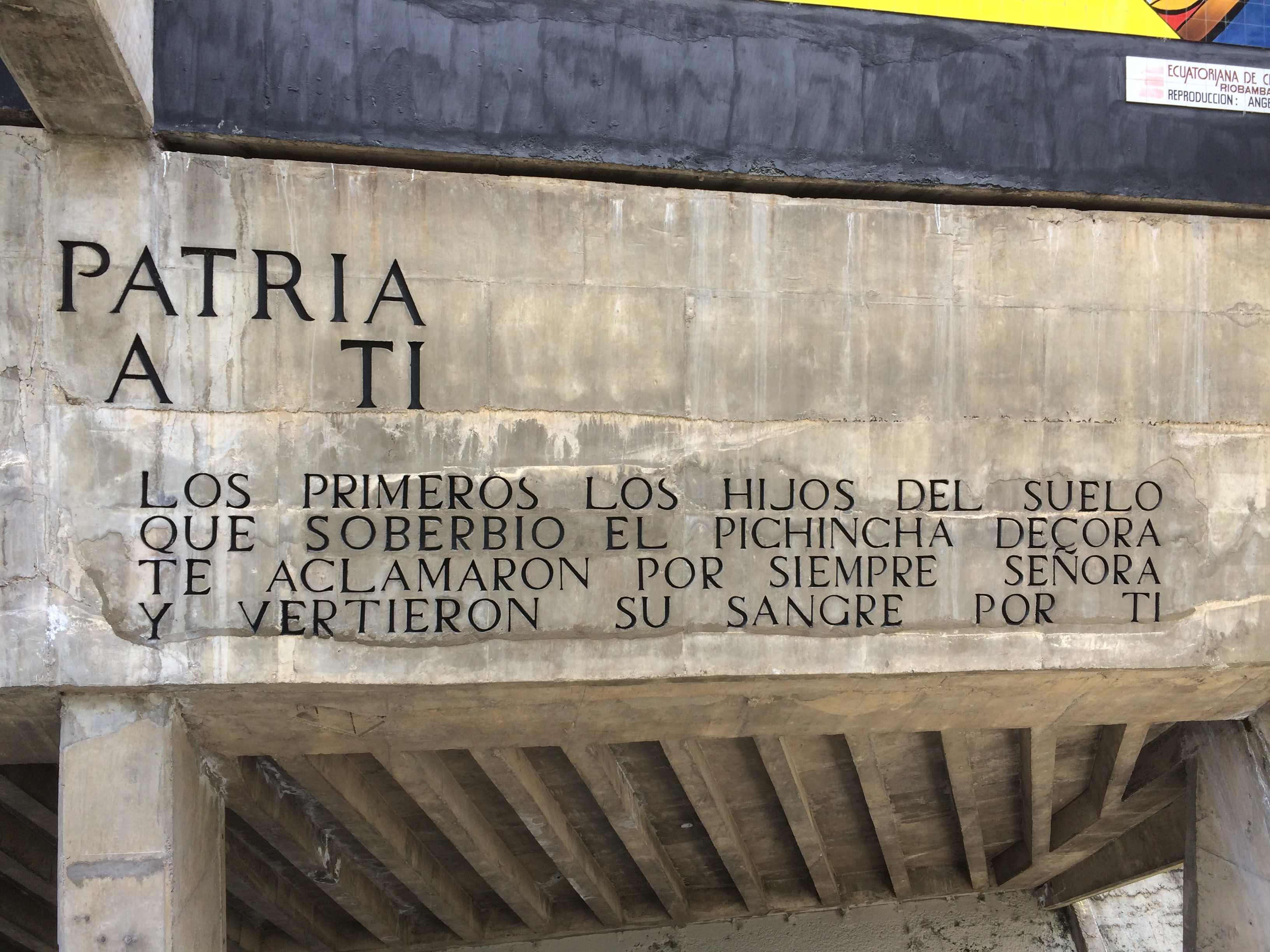
Estrofas del Himno Nacional del Ecuador inscritas bajo el mural de Eduardo Kingman en el Templo de la Patria, Quito.

En 1865, cuando Roque Díaz A es comisionado para escribir el Himno, Ecuador es gobernado por el presidente Gabriel García Moreno. A pesar de sus coqueteos neocoloniales con Francia, país al que pidió que aceptara al Ecuador como protectorado, García Moreno, una vez en el poder, se preocupó de fortalecer al Estado ecuatoriano, centralizando en Quito al Gobierno y limitando tanto los poderes locales cuanto las aspiraciones secesionistas, en especial, provenientes de Guayaquil.
La oficialización de los símbolos patrios, que inició en 1860, fue un paso en ese sentido. García Moreno, emparentado con las antiguas familias nobles quiteñas que habían participado en el 10 de agosto de 1809, se ocupó de promover el recuerdo del Primer Grito de Independencia, como hecho fundacional del Ecuador.
Otro aspecto influenció también la redacción de la letra del Himno Nacional. Ecuador, al igual que otros países de la región, se encontraba oficialmente en guerra con España, pues la antigua metrópoli había enviado una flota para atacar a Chile y Perú, en el marco de la Guerra hispano-sudamericana y se temía que la expedición de castigo de Madrid tuviera el afán de reconquistar a los países del litoral pacífico.
El coro del Himno describe a la Patria ecuatoriana y sus atributos. Empieza con un saludo a la manera romana: "Salve oh patria, mil veces, oh patria, gloria a ti", para luego describirla como una tierra de paz y felicidad: "ya tu pecho reboza, gozo y paz" al tiempo que alude al sol equinoccional y las antiguas creencias prehispánicas de adoración del sol, cuando afirma: "y tu frente radiosa, más que el sol contemplamos lucir".
El marcado tono antiespañol empieza en la primera estrofa, que al referirse a los tiempos coloniales, dice: "la injusta y horrenda desgracia, que pesaba fatal sobre ti". Varias estrofas están escritas con este acento antiespañol, pero no hay en el Himno ninguna alusión directa a las culturas prehispánicas, sino exclusivamente a las guerras de la Independencia. Así mismo, el Himno reitera el carácter pacifista del Ecuador, pues la guerra a la que invoca es exclusivamente en defensa de su libertad y soberanía, nunca de agresión o conquista.
La primera estrofa recuerda también "el yugo que te impuso la ibérica audacia", al que los hijos de la Patria (en este caso, los próceres del Diez de Agosto) se comprometen con la "venganza del monstruo sangriento" y la ruptura "del yugo servil".
En la segunda estrofa, se alude nuevamente a los próceres del Diez de Agosto, quienes son identificados como "los primeros, los hijos del suelo que soberbio el Pichincha decora" (este suelo es Quito). Se hace también una alusión al 2 de agosto de 1810, cuando los españoles masacraron al pueblo sublevado de Quito: "y vertieron su sangre por ti./ Dios miró y aceptó el holocausto/ y esa sangre fue germen fecundo/". La alusión se extiende luego a los ecuatorianos de otras ciudades, como Guayaquil y Cuenca, que se sumaron posteriormente al proceso de la Independencia: "de otros héroes que, atónito el mundo/ vio en tu torno a millares surgir."
La tercera estrofa describe poéticamente la Batalla del Pichincha, en donde ecuatorianos de todas las regiones y americanos de varios países derrotaron finalmente a los españoles y pusieron fin a la Real Audiencia de Quito. La batalla, que tuvo lugar en las faldas del volcán Pichincha, es rememorada con estos versos "De esos héroes al brazo de hierro/ nada tuvo invencible la tierra/ y del valle (alude a la Costa) a la altísima sierra, se escuchaba el fragor de la lid".
El carácter libertario de la Batalla se recuerda de esta forma: "tras la lid la victoria volaba/ libertad tras el triunfo venía/ y al león (que representa a España) se oía / de impotencia y despecho rugir".
La cuarta estrofa recuerda el legado de libertad de la independencia, y, frente a la nueva agresión hispana, advierte sobre la disposición de los ecuatorianos de defender, entonces y por siempre, su soberanía: "hoy, ¡oh Patria!, tu libre existencia/es la noble y magnífica herencia /que nos dio el heroísmo feliz / nadie intente arrancárnosla ahora / ni nuestra ira excitar vengadora / quiera, necio o audaz, contra sí.
La quinta estrofa reitera la desafiante postura del Ecuador frente al intento español de reconquista: "Venga el hierro y el plomo fulmíneo /que a la idea de guerra y venganza/se despierta la heroica pujanza /que hizo al fiero español sucumbir".
Finalmente, la sexta estrofa presenta una invocación a las volcanes ecuatorianos, representados por el Pichincha, para que, en caso de una invasión extranjera, destruyan el país para que el invasor no pueda apropiarse de él; es una alusión al nacionalismo para rebelarse ante el invasor y el tirano; ofrendando la vida si fuese necesario: "Y si nuevas cadenas prepara / la injusticia de bárbara suerte/¡gran Pichincha! prevén tú la muerte/de la Patria y sus hijos al fin;/ hunde al punto en tus hondas entrañas/cuanto existe en tu tierra, el tirano/huelle solo cenizas y en vano/busque rastro de ser junto a ti".
En esta estrofa, podría encontrarse también una alusión a la resistencia de los indígenas a los conquistadores españoles, pues en 1534 el volcán Tungurahua hizo erupción, mientras Rumiñahui incendiaba la ciudad de Quito para no dejarla a las tropas de Sebastián de Benalcázar.

## Uso
El Himno Nacional del Ecuador se interpreta en ocasiones solemnes, en eventos públicos oficiales y ceremonias de menor importancia, como eventos deportivos de selecciones ecuatorianas o en ceremonias escolares matutinas. Se ejecuta al instalarse las sesiones de la Asamblea Nacional, en los actos solemnes en el Palacio de Carondelet y en las ceremonias civiles y militares y en ceremonias normales. La grabación más conocida y tocada es la realizada por el Coro Ciudad de Quito.
Una versión corta se utiliza como parte de los honores al Presidente del Ecuador y se ejecuta luego del toque de corneta.
Se transmite también al inicio y al final de las transmisiones de la televisión y radio públicos y privados.
Cada mañana a las 06:00 en las emisoras y canales de televisión, en el estadio cuando juega la selección nacional, los días lunes en los centros educativos durante el minuto cívico, nuestro Himno Nacional suena. Pero esta melodía, exaltada a símbolo patrio y que cada 26 de noviembre celebra su día clásico, tuvo varios proyectos hasta sonar como ahora lo conocemos.